# Dječja paraliza
Dječja paraliza (poliomijelitis) akutno je infektivno oboljenje uzrokovano poliovirusom. Manifestira se seroznim meningitisom, flakcidnim paralizama i parezama mišića. Naziv poliomijelitis dolazi od grčke riječi polio (πολίός), što znači "sivo", myelon (µυελός), odnoseći se na "leđnu moždinu", i -itis, što ukazuje na upalu.
Dječju paralizu je kao jedinstveno stanje prvi put prepoznao Jakob Heine, njemački ortoped, 1840. godine. 1908. godine, Karl Landsteiner otkrio je uzročnika bolesti, poliovirus.

## Epidemiologija
Bolest se javlja endemsko-epidemijski i najčešće oboljevaju djeca. Bolesnik izlučuje viruse preko sline i fecesa, predstavljajući izvor zaraze. Glavni put prijenosa je fekalno-oralni.

## Etiologija
Poliomijelitis uzrokuje infekcija članom roda enterovirusa poznatih pod nazivom poliovirusi (PV). Ova skupina RNA virusa preferira nastanjivanje probavnog sustava. PV inficira i uzrokuje bolest samo u ljudi. Njegova je struktura veoma jednostavna, a sačinjava ju jedan RNA genom obavijen proteinskom čahurom također zvanom kapsid. Čuvajući virusni genetski materijal, bjelančevine kapsida također istovremeno omogućuju poliovirusu da zarazi određene vrste stanica.

## Patogeneza
Virus ulazi u organizam oralnim putem, katkad i dišnim. Umnožava se u sluznici (tzv. intestinalana faza), zatim virus dospijeva u limfne čvorove (tzv. limfatična faza bolesti). U 95% osoba bolest se zaustavlja u ovoj fazi, te na taj način dolazi do imunizacije populacije. Kod ostatka, 5 -10% virus prodire u krvotok i klinički se manifestira kao morbus minor. Virus pokazuje veliki afinitet za središnji živčani sustav. Najzahvaćenija je kralježna moždina, i to njene motorne jezgre, te taj oblik klinički odovara morbus major.

## Klinička slika
Inkubacija traje oko 7 do 14 dana, a može i do 6 tjedana. Tijek bolesti najčešće obuhvaća tri stadija, neki od kojih obuhvaćaju nekoliko faza.
- Preparalitički stadij
  - Inicijalna faza, karakterizirana povišenjem temperature, kašljem, hunjavicom, povraćanjem, proljevom. Obično traje 3 dana.
  - Latentna faza, karakterizirana smirivanjem simptoma.
  - Meningoadinamična faza, karakterizirana visokom temperaturom,jakom glavoboljom, bolovima u kostima, mišićima i zglobovima, modrim usnama, otežanim disanjem, intenzivnim povraćanjem te pozitivnim meningealnim znacima. Bolest u ovoj fazi može stati ili prijeći u sljedeći stadij.
- Paralitički stadij
- Rekonvalescencija

Paralitički stadij bolesti karakterizan je padom visoke temperature, ali pojavom paraliza na udovima. Gube se refleksi na udovima, paralize su asimetrične bez ikakvog reda, dolazi do mlohavosti udova i mišića.
Kod oporavljanja, mogu se uspostavljati funkcije paraliziranih mišića i udova, ali sporo. Ako se nakon dvije godine ne vrati potpuni oporavak, paralize se smatraju konačnima. 
Dijagnoza bolesti postavlja se na osnovi specifične kliničke slike i epidemioloskih podataka, ali mogu se pronaći i specifična antitijela i živi uzročnik (virus).
Ne postoji specifična i uspješna terapija, osim ubrizgavanja antitijela.

## Prevencija
Postoji uspješno cjepivo koje se sastoji od atenuiranih (oslabljenih) virusa, a daje se oralnim putem. U Hrvatskoj se daje s navršena tri mjeseca života, nakon 4-6 tjedana (nakon koje se ponavlja doza s istim razmakom), između 15. i 18. mjeseca života, s navršene četiri godine, te prije upisa u prvi razred osnovne škole. Daje se potom u osmom razredu osnovne škole i završnom razredu srednje škole.